# U-21-Fußball-Europameisterschaft 2019/Gruppe B
| Pl. | Land        | Sp. | S | U | N | Tore    | Diff. | Punkte |
| --- | ----------- | --- | - | - | - | ------- | ----- | ------ |
| 1.  | Deutschland | 3   | 2 | 1 | 0 | 010:300 | +7    | 07     |
| 2.  | Dänemark    | 3   | 2 | 0 | 1 | 006:400 | +2    | 06     |
| 3.  | Österreich  | 3   | 1 | 1 | 1 | 004:400 | ±0    | 04     |
| 4.  | Serbien     | 3   | 0 | 0 | 3 | 001:100 | −9    | 0      |

Gruppe B der U-21-Fußball-Europameisterschaft 2019:

## Serbien – Österreich 0:2 (0:1)
| Serbien                                                   | Serbien | Österreich | Österreich |
| --------------------------------------------------------- | --- | --- | ---------- |
| Serbien                                                   | \| 1. Spieltag \| \| 17. Juni 2019 um 18:30 Uhr in Triest (Stadio Nereo Rocco) \| \| Zuschauer: 5.421 \| \| Schiedsrichter: Andreas Ekberg ( Schweden) \| \| Spielbericht \|                                                                            | \| 1. Spieltag \| \| 17. Juni 2019 um 18:30 Uhr in Triest (Stadio Nereo Rocco) \| \| Zuschauer: 5.421 \| \| Schiedsrichter: Andreas Ekberg ( Schweden) \| \| Spielbericht \| | Österreich |
| Serbien                                                   | Boris Radunović – Milan Gajić, Nikola Milenković, Vukašin Jovanović, Miroslav Bogosavac – Saša Lukić, Erhan Mašović (58. Uroš Račić), Danilo Pantić (58. Lazar Ranđelović) – Andrija Živković , Luka Jović, Nemanja Radonjić Cheftrainer: Goran Đorović | Alexander Schlager – Sandro Ingolitsch, Kevin Danso, Stefan Posch, Maximilian Ullmann – Philipp Lienhart (77. Dejan Ljubičić), Ivan Ljubic – Sascha Horvath, Xaver Schlager, Hannes Wolf (75. Saša Kalajdžić) – Mathias Honsak (84. Husein Balić) Cheftrainer: Werner Gregoritsch | Österreich |
| Serbien                                                   | 0:1 Hannes Wolf (37.) 0:2 Sascha Horvath (78.) | | Österreich |
| Serbien                                                   | Mašović (53.), Gajić (76.), Milenković (90.), Jović (90.+2') | Lienhart (27.), Ingolitsch (42.) | Österreich |
| Serbien                                                   | Jovanović (75.) | | Österreich |
| 1. Spieltag                                               | | |            |
| 17. Juni 2019 um 18:30 Uhr in Triest (Stadio Nereo Rocco) | | |            |
| Zuschauer: 5.421                                          | | |            |
| Schiedsrichter: Andreas Ekberg ( Schweden)                | | |            |
| Spielbericht                                              | | |            |

## Deutschland – Dänemark 3:1 (1:0)
| Deutschland                                         | Deutschland | Dänemark | Dänemark |
| --------------------------------------------------- | --- | --- | -------- |
| Deutschland                                         | \| 1. Spieltag \| \| 17. Juni 2019 um 21:00 Uhr in Udine (Stadio Friuli) \| \| Zuschauer: 7.131 \| \| Schiedsrichter: Orel Grinfeld ( Israel) \| \| Spielbericht \| | \| 1. Spieltag \| \| 17. Juni 2019 um 21:00 Uhr in Udine (Stadio Friuli) \| \| Zuschauer: 7.131 \| \| Schiedsrichter: Orel Grinfeld ( Israel) \| \| Spielbericht \| | Dänemark |
| Deutschland                                         | Alexander Nübel – Lukas Klostermann, Jonathan Tah , Timo Baumgartl, Benjamin Henrichs – Levin Öztunali, Arne Maier (46. Florian Neuhaus), Maximilian Eggestein – Mahmoud Dahoud (79. Suat Serdar) – Luca Waldschmidt, Marco Richter (70. Nadiem Amiri) Cheftrainer: Stefan Kuntz | Daniel Iversen – Rasmus Kristensen, Victor Nelsson, Jacob Rasmussen, Mads Pedersen – Mathias Jensen , Philip Billing (80. Mikkel Duelund), Magnus Kofod Andersen (70. Oliver Abildgaard) – Robert Skov, Marcus Ingvartsen, Jacob Bruun Larsen (80. Jonas Wind) Cheftrainer: Niels Frederiksen | Dänemark |
| Deutschland                                         | 1:0 Marco Richter (28.) 2:0 Marco Richter (52.) 3:0 Luca Waldschmidt (65.) | 3:1 Robert Skov (73., Handelfmeter) | Dänemark |
| Deutschland                                         | Maier (37.), Henrichs (50.) | Ingvartsen (59.), Jensen (82.) | Dänemark |
| 1. Spieltag                                         | | |          |
| 17. Juni 2019 um 21:00 Uhr in Udine (Stadio Friuli) | | |          |
| Zuschauer: 7.131                                    | | |          |
| Schiedsrichter: Orel Grinfeld ( Israel)             | | |          |
| Spielbericht                                        | | |          |

## Dänemark – Österreich 3:1 (1:0)
| Dänemark                                            | Dänemark | Österreich | Österreich |
| --------------------------------------------------- | --- | --- | ---------- |
| Dänemark                                            | \| 2. Spieltag \| \| 20. Juni 2019 um 18:30 Uhr in Udine (Stadio Friuli) \| \| Schiedsrichter: Georgi Kabakow ( Bulgarien) \| \| Spielbericht \| | \| 2. Spieltag \| \| 20. Juni 2019 um 18:30 Uhr in Udine (Stadio Friuli) \| \| Schiedsrichter: Georgi Kabakow ( Bulgarien) \| \| Spielbericht \| | Österreich |
| Dänemark                                            | Daniel Iversen – Rasmus Kristensen , Asger Sørensen, Jacob Rasmussen, Joakim Mæhle – Victor Nelsson, Philip Billing, Jens Stage (74. Mathias Jensen) – Robert Skov (74. Andreas Skov Olsen), Jonas Wind, Jacob Bruun Larsen (88. Mikkel Duelund) Cheftrainer: Niels Frederiksen | Alexander Schlager – Marco Friedl, Stefan Posch, Kevin Danso, Sandro Ingolitsch – Ivan Ljubic (67. Christoph Baumgartner), Philipp Lienhart – Mathias Honsak (82. Adrian Grbić), Xaver Schlager, Sascha Horvath – Marko Kvasina (55. Husein Balić) Cheftrainer: Werner Gregoritsch | Österreich |
| Dänemark                                            | 1:0 Joakim Mæhle (33.) 2:1 Joakim Mæhle (77.) 3:1 Andreas Skov Olsen (90.+3') | 1:1 Philipp Lienhart (47.) | Österreich |
| Dänemark                                            | Skov (64.), Nelsson (72.), Jensen (83.), Wind (88.) | | Österreich |
| Dänemark                                            | Iversen hält Foulelfmeter von Baumgartner (73.) | | Österreich |
| 2. Spieltag                                         | | |            |
| 20. Juni 2019 um 18:30 Uhr in Udine (Stadio Friuli) | | |            |
| Schiedsrichter: Georgi Kabakow ( Bulgarien)         | | |            |
| Spielbericht                                        | | |            |

## Deutschland – Serbien 6:1 (3:0)
| Deutschland                                               | Deutschland | Serbien | Serbien |
| --------------------------------------------------------- | --- | --- | ------- |
| Deutschland                                               | \| 2. Spieltag \| \| 20. Juni 2019 um 21:00 Uhr in Triest (Stadio Nereo Rocco) \| \| Zuschauer: 9.837 \| \| Schiedsrichter: István Kovács ( Rumänien) \| \| Spielbericht \| | \| 2. Spieltag \| \| 20. Juni 2019 um 21:00 Uhr in Triest (Stadio Nereo Rocco) \| \| Zuschauer: 9.837 \| \| Schiedsrichter: István Kovács ( Rumänien) \| \| Spielbericht \|                                                                                                 | Serbien |
| Deutschland                                               | Alexander Nübel – Lukas Klostermann, Jonathan Tah , Timo Baumgartl, Benjamin Henrichs – Maximilian Eggestein (67. Arne Maier) – Levin Öztunali (46. Nadiem Amiri), Mahmoud Dahoud, Florian Neuhaus – Luca Waldschmidt, Marco Richter (74. Lukas Nmecha) Cheftrainer: Stefan Kuntz | Boris Radunović – Milan Gajić, Nikola Milenković, Srđan Babić, Miroslav Bogosavac – Saša Lukić, Uroš Račić, Danilo Pantić (46. Lazar Ranđelović) – Andrija Živković , Luka Jović (69. Dejan Joveljić), Nemanja Radonjić (85. Aleksandar Lutovac) Cheftrainer: Goran Đorović | Serbien |
| Deutschland                                               | 1:0 Marco Richter (16.) 2:0 Luca Waldschmidt (30.) 3:0 Luca Waldschmidt (37.) 4:0 Mahmoud Dahoud (69.) 5:0 Luca Waldschmidt (80.) 6:1 Arne Maier (90.+2') | 5:1 Andrija Živković (85., Foulelfmeter) | Serbien |
| Deutschland                                               | Milenković (18.), Račić (44.) | | Serbien |
| 2. Spieltag                                               | | |         |
| 20. Juni 2019 um 21:00 Uhr in Triest (Stadio Nereo Rocco) | | |         |
| Zuschauer: 9.837                                          | | |         |
| Schiedsrichter: István Kovács ( Rumänien)                 | | |         |
| Spielbericht                                              | | |         |

## Österreich – Deutschland 1:1 (1:1)
| Österreich                                   | Österreich | Deutschland | Deutschland |
| -------------------------------------------- | --- | --- | ----------- |
| Österreich                                   | \| 3. Spieltag \| \| 23. Juni 2019 um 21:00 Uhr in Udine \| \| Schiedsrichter: Andris Treimanis ( Lettland) \| | \| 3. Spieltag \| \| 23. Juni 2019 um 21:00 Uhr in Udine \| \| Schiedsrichter: Andris Treimanis ( Lettland) \| | Deutschland |
| Österreich                                   | Alexander Schlager – Marco Friedl, Stefan Posch, Kevin Danso, Maximilian Ullmann – Dejan Ljubičić (67. Christoph Baumgartner), Philipp Lienhart – Husein Balić (86. Mathias Honsak), Xaver Schlager, Sascha Horvath – Saša Kalajdžić (77. Adrian Grbić) Cheftrainer: Werner Gregoritsch | Alexander Nübel – Lukas Klostermann, Jonathan Tah , Timo Baumgartl, Benjamin Henrichs – Maximilian Eggestein (83. Robin Koch) – Levin Öztunali, Mahmoud Dahoud, Florian Neuhaus (56. Suat Serdar) – Luca Waldschmidt, Marco Richter (56. Nadiem Amiri) Cheftrainer: Stefan Kuntz | Deutschland |
| Österreich                                   | 1:1 Kevin Danso (24., Foulelfmeter) | 0:1 Luca Waldschmidt (14.) | Deutschland |
| Österreich                                   | Ljubičić (37.) | Nübel (22.), Tah (32.), Henrichs (87.) | Deutschland |
| 3. Spieltag                                  | | |             |
| 23. Juni 2019 um 21:00 Uhr in Udine          | | |             |
| Schiedsrichter: Andris Treimanis ( Lettland) | | |             |

## Dänemark – Serbien 2:0 (1:0)
| Dänemark                                     | Dänemark | Serbien | Serbien |
| -------------------------------------------- | --- | --- | ------- |
| Dänemark                                     | \| 3. Spieltag \| \| 23. Juni 2019 um 21:00 Uhr in Triest \| \| Schiedsrichter: Aleksei Kulbalkow ( Belarus) \| | \| 3. Spieltag \| \| 23. Juni 2019 um 21:00 Uhr in Triest \| \| Schiedsrichter: Aleksei Kulbalkow ( Belarus) \| | Serbien |
| Dänemark                                     | Daniel Iversen – Rasmus Kristensen , Asger Sørensen (82. Jonas Wind), Jacob Rasmussen, Joakim Mæhle – Victor Nelsson, Philip Billing, Magnus Kofod Andersen – Anders Dreyer (68. Robert Skov), Jacob Bruun Larsen, Andreas Skov Olsen (75. Mikkel Duelund) Cheftrainer: Niels Frederiksen | Dragan Rosić – Aleksa Terzić, Erhan Mašović, Srđan Babić, Miroslav Bogosavac – Lazar Ranđelović, Uroš Račić, Saša Lukić , Nemanja Radonjić (60. Luka Adžić) – Igor Zlatanović, Ivan Šaponjić (80. Dejan Joveljić) Cheftrainer: Goran Đorović | Serbien |
| Dänemark                                     | 1:0 Jacob Bruun Larsen (21.) 2:0 Jacob Rasmussen (51.) | | Serbien |
| Dänemark                                     | Šaponjić (26.), Lukić (63.), Joveljić (90.) | | Serbien |
| 3. Spieltag                                  | | |         |
| 23. Juni 2019 um 21:00 Uhr in Triest         | | |         |
| Schiedsrichter: Aleksei Kulbalkow ( Belarus) | | |         |